# Городовиковск
Городовико́вск (до 1971 года — Башанта́; калм. Бәәшңтә) — город в составе Калмыкии в России, административный центр Городовиковского района.
Административный центр Городовиковского района. Образует Городовиковское городское муниципальное образование как единственный в нём населённый пункт.
Расположен на крайнем западе Калмыкии, в 234 км к западу от столицы республики, Элисты.
Население — 8161 чел. (2025).
Основан как урочище Башанта в 1871 году, в 1971 году получил статус города.

## Этимология
Первоначальным названием города является Башанта. Название Башанта происходит от калм. бәәшңтә — формы совместного падежа слова калм. бәәшң, которое переводится как дворец, башня, дом. Среди местных жителей существует версия, что первоначальное название города Башанта восходит к местной достопримечательности — водонапорной башне. Однако урочище, в котором возник посёлок, называлось Башантой и до появления оседлого поселения. В этой связи среди старожилов города существовала другая версия. 

Некогда калмыки, впервые появившиеся в этих местах, увидели остатки каменного здания. Сохранившиеся остовы здания свидетельствовали, что это было большое сооружение, возможно, в нём располагалась ставка хана степного государства, каких было немало в Великой степи, раскинувшейся по всей Евразийской равнине от Карпат до Тихого океана. Место для ставки было очень удобным, рядом протекала река Егорлык, находилось озеро, названное калмыками Цаган нур. Бравшая начало из озера река, получила название Башанта, также как и урочище, в котором обосновались калмыки.— Исследовательская работа « Географические топонимы в названиях населённых пунктов Городовиковского района

## История
В районе балки Башанта, на речке Большая Башанта, в 1871 году сто пятьдесят калмыков абганерова рода на отведённом им земельном участке площадью 8195 десятин организовали поселение. Так возник хотон, давший начало городу Башанта. Согласно Списку населённых мест Ставропольской губернии, по сведениям 1873 года в урочище Байшента в хотоне (Абганерова рода) зайсанга Убуши Добрыкова проживало 146 мужчин и 110 женщин, всего 57 дворов (кибиток), все калмыки, буддисты, имелся 1 деревянный хурул, 1 каменный, 1 в кибитке, 1 деревянный дом и 4 саманных.
В Башанте располагался один из четырёх штатных хурулов Большедербетовского улуса. Сохранилось описание местного хурула: 

Башантинский большой хурал Раши-Лонвил находится в Абганер-гаханкином роде. Хурал каменный с каменною оградой и при нём бурхани-орго в виде большой войлочной кибитки, расположенной у юго-восточного угла хуральной ограды. Это самый богатый и благоустроенный хурал. Внутри он весь завешан рисованными шутенами… На нише стояли литые бурханы: 1) Зурхан-Махалай, 2) Цаган-дара-еке, 3) Шакьямуни, 4) Нюдбер-узекчи, 5) Зонкава, а также гора Сумеру— Иеромонах Мефодий. Буддийское мировоззрение или ламаизм и обличение его. Санкт-Петербург: Издание книгопродовца И. Л. Тузова, 1902. Глава VIII. Калмыцкие хуралы
.
В 1907 году в посёлке открылось улусное вышеначальное училище на 50 учеников. В 1906—1907 годах были построена водонапорная башня, уличный водопровод. В 1908 году было закончено строительство улусной больницы на 28 коек, 8 из которых находились в инфекционном отделении.

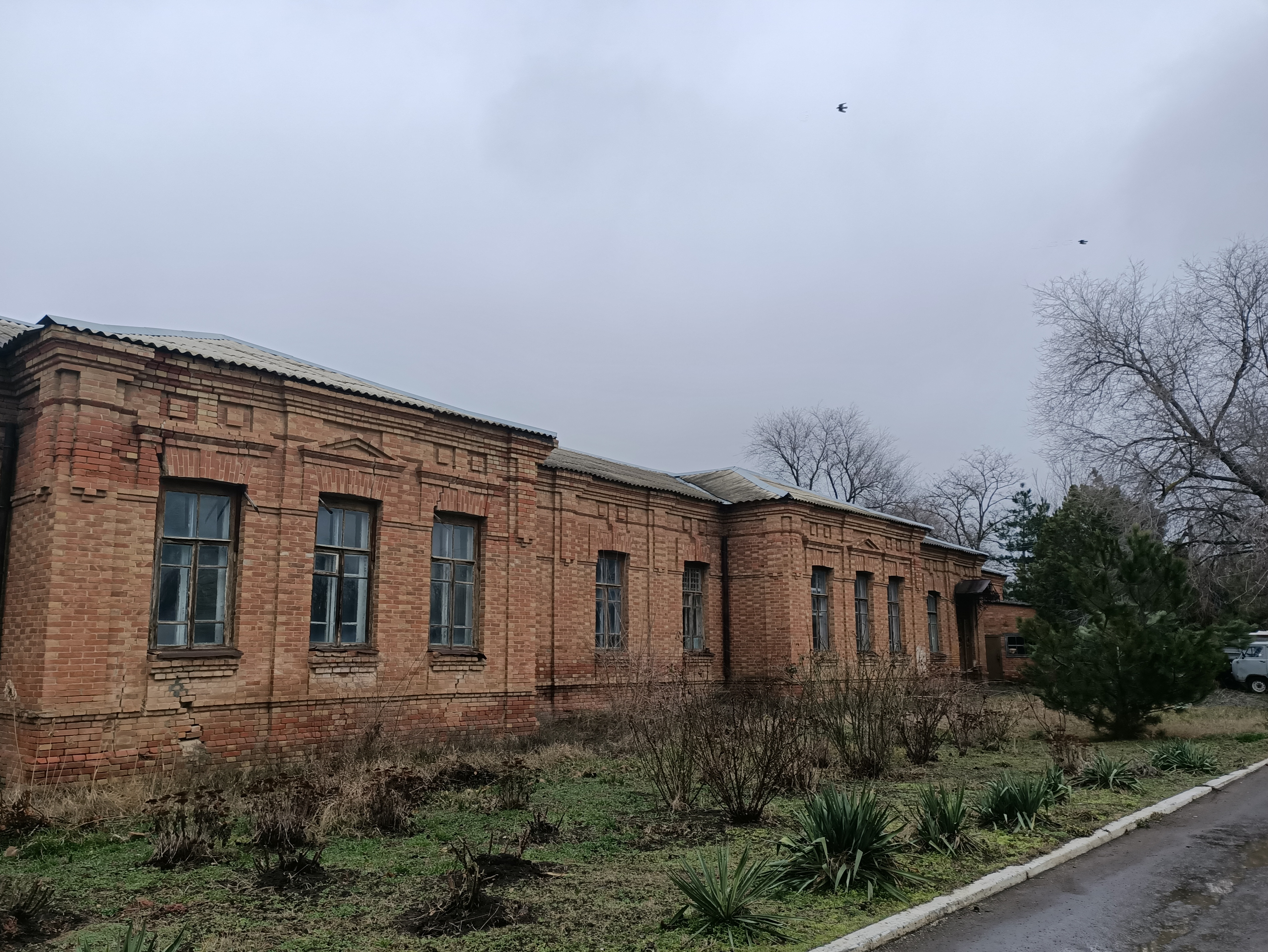
Историческое здание 1908 г., где располагалась улусная больница. Находится на территории Городовиковской районной больницы. Относится к первым постройкам времён князя Михаила Гахаева. Курировал строительство главный архитектор Ставропольской губернии Григорий Кусков.

В 1909 году в Башанту из Ивановки была перенесена ставка Большедербетовского улуса Медвеженского уезда Ставропольской губернии. Согласно Списку населённых мест Ставропольской губернии в 1909 году в калмыцкой ставке Башанта имелось 9 дворов, проживало 74 души мужского и 48 женского пола. При ставке действовали двухклассное училище, хурул — высокое двухъярусное здание в восточном стиле, почтовое отделение, ссудо-сберегательная касса, имелись аптека и больница.
Большевики установили свою власть в посёлке 14 декабря 1917 года. Был избран Большедербетовский улусный исполнительный комитет в количестве 12 человек. С июля 1918 до февраля 1920 года Башанта контролировалась войсками генерала А. И. Деникина. После повторного захвата красными Башанта сохранила административные функции и осталась центром Большедербетовского улуса (с 1930 года — Западного района) Калмыцкой автономной области (впоследствии — Калмыцкой АССР). В 1920 году открыт сельскохозяйственный техникум (ныне — Башантинский колледж имени Ф. Г. Попова (филиал) Калмыцкого государственного университета).
4 декабря 1938 года селение Башанта Западного района было преобразовано в рабочий посёлок. К этому времени здесь действовали средняя школа, сельскохозяйственный техникум, МТС, кирпичный завод, улусная больница.
Летом 1942 года, в ходе Второй мировой войны, Башанта, как и другие населённые пункты улуса, была занята немецкими войсками. 21 января 1943 года советские подразделения 28-й армии и 110-й отдельной калмыцкой кавалерийской дивизии восстановили контроль над территорией.
28 декабря 1943 года калмыцкое население подверглось депортации. После депортации калмыцкого населения с 1944 года Башанта осталась центром Западного района Ростовской области, который был возвращён Калмыкии в 1957 году (c 1960 года — Городовиковский район).
В 1970 году границы посёлка были расширены: к нему были присоединены населённые пункты Дон-Урал, Ближний, Кумский. 8 февраля 1971 года рабочий посёлок Башанта получил статус города и был переименован в Городовиковск в честь Героя Советского Союза, генерал-полковника Оки Ивановича Городовикова.

## Физико-географическая характеристика
Городовиковск находится на северо-западной периферии Ставропольской возвышенности, в верхней части долины реки Башанта. Территория города преимущественно равнинная с небольшими уклонами в сторону р. Башанта. На р. Башанта в черте города имеется каскад прудов, которые подпитываются атмосферными осадками, родниками и сбрасываемыми водами оросительных систем. Геологическое строение территории представлено третичными и четвертичными отложениями. Наиболее древними являются отложения каменноугольной пермской системы. Отложения меловой системы на поверхность не выходят и залегают на глубине до 500—600 м..
| С-З | Сальск ~ 54 км Ростов-на-Дону ~ 250 км | Волгодонск ~ 220 км | Волгоград ~ 460 км | С-В |
| З   | Ейск ~ 360 км                          | Роза ветров         | Элиста ~ 234 км    | В   |
| Ю-З | Краснодар ~ 400 км                     | Ставрополь ~ 125 км | Ипатово ~ 95 км    | Ю-В |

Климат
Городовиковск находится в предкавказской чернозёмной зоне. Район неустойчивого увлажнения, жаркий. Среднемесячная температура января −5º, минимальная −35º. Средняя температура июля +23º, максимальная +43º. Безморозный период составляет 185 дней. Сумма годовых осадков составляет 400—450 мм. За теплый период выпадает до 275 мм осадков. С суховеями насчитывается до 95 дней. Зима малоснежная, неустойчивая. Часто повторяются оттепели. Высота снежного покрова 10—12 см.
| Показатель                    | Янв.  | Фев.  | Март  | Апр. | Май  | Июнь | Июль | Авг. | Сен. | Окт. | Нояб. | Дек.  | Год   |
| ----------------------------- | ----- | ----- | ----- | ---- | ---- | ---- | ---- | ---- | ---- | ---- | ----- | ----- | ----- |
| Абсолютный максимум, °C       | 13    | 19,6  | 29,2  | 30,0 | 34,0 | 36,0 | 41,7 | 42,7 | 32,5 | 29,5 | 22,8  | 16,7  | 42,7  |
| Средний суточный максимум, °C | 0,2   | 0,4   | 7,6   | 16,0 | 21,2 | 25,4 | 28,6 | 27,8 | 22,4 | 15,2 | 5,9   | 1,6   | 14,9  |
| Средняя температура, °C       | −2,7  | −3,1  | 3,4   | 10,9 | 15,9 | 20,2 | 23,3 | 22,0 | 16,9 | 10,2 | 2,9   | −1,1  | 10,3  |
| Средний суточный минимум, °C  | −5,6  | −6,4  | −0,4  | 6,0  | 10,3 | 15,1 | 17,4 | 16,0 | 11,5 | 5,5  | 0,1   | −4    | 5,8   |
| Абсолютный минимум, °C        | −25,8 | −25,8 | −21,8 | −5,5 | −2,4 | 7,0  | 8,2  | 7,6  | 2,1  | −10  | −19,4 | −20,8 | −25,8 |
| Норма осадков, мм             | 32    | 28    | 28    | 38   | 47   | 55   | 48   | 44   | 33   | 33   | 39    | 43    | 468   |
| Источник: (нормы осадков)     |       |       |       |      |      |      |      |      |      |      |       |       |       |

Часовой пояс
Городовиковск, как и вся Республика Калмыкия, находится в часовой зоне МСК (московское время). Смещение применяемого времени относительно UTC составляет +3:00.

## Население
| 1873    | 1909    | 1939    | 1959    | 1970    | 1979    | 1989    | 1992    | 1996    | 1998    | 2000    | 2001    |
| ------- | ------- | ------- | ------- | ------- | ------- | ------- | ------- | ------- | ------- | ------- | ------- |
| 256     | ↘122    | ↗3979   | ↗4619   | ↗7804   | ↗11 879 | ↗11 902 | ↘11 600 | ↘10 700 | ↘10 500 | ↘10 300 | ↘10 000 |
| 2002    | 2003    | 2005    | 2006    | 2007    | 2008    | 2009    | 2010    | 2011    | 2012    | 2013    | 2014    |
| ↗10 940 | ↘10 900 | ↘10 500 | ↘10 200 | ↘10 000 | ↘9800   | ↘9591   | ↘9565   | ↗9600   | ↘9327   | ↘9139   | ↘9010   |
| 2015    | 2016    | 2017    | 2018    | 2019    | 2020    | 2021    | 2024    | 2025    |         |         |         |
| ↘8899   | ↘8799   | ↘8798   | ↘8768   | ↘8678   | ↘8571   | ↘8285   | ↘8137   | ↗8161   |         |         |         |

На 1 января 2025 года по численности населения город находился на 974-м месте из 1124 городов Российской Федерации.
Национальный состав
По данным Всероссийской переписи населения 2010 года:
| Национальность   | Численность, чел. | Доля в составе населения, % |
| ---------------- | ----------------- | --------------------------- |
| Русские          | 6064              | 63,39                       |
| Калмыки          | 2434              | 25,44                       |
| Турки-месхетинцы | 186               | 1,94                        |
| Немцы            | 144               | 1,51                        |
| Украинцы         | 142               | 1,48                        |
| Армяне           | 104               | 1,09                        |
| Корейцы          | 91                | 0,95                        |
| Другие           | 279               | 2,91                        |
| Не указана       | 125               | 1,31                        |
| Всего            | 9 565             | 100,00                      |

По итогам переписи населения 2020 года проживали следующие национальности (национальности менее 0,1 % и другое см. в сноске к строке «Другие»):
| Национальность | Численность, чел. | Доля     |
| -------------- | ----------------- | -------- |
| Русские        | 5030              | 60,71 %  |
| Калмыки        | 2193              | 26,47 %  |
| Турки          | 236               | 2,85 %   |
| Армяне         | 75                | 0,91 %   |
| Немцы          | 72                | 0,87 %   |
| Корейцы        | 46                | 0,56 %   |
| Украинцы       | 34                | 0,41 %   |
| Даргинцы       | 26                | 0,31 %   |
| Чеченцы        | 20                | 0,24 %   |
| Татары         | 19                | 0,23 %   |
| Азербайджанцы  | 15                | 0,18 %   |
| Казахи         | 14                | 0,17 %   |
| Аварцы         | 12                | 0,14 %   |
| Таджики        | 10                | 0,12 %   |
| Белорусы       | 10                | 0,12 %   |
| Другие         | 473               | 5,71 %   |
| Итого          | 8285              | 100,00 % |

## Социальная инфраструктура
Город обладает развитой социальной инфраструктурой. Жилая застройка газифицирована, действует система централизованного водоснабжения.

### Образование
В городе действуют 4 общеобразовательные школы, 4 дошкольных образовательных учреждения (детские сады «Солнышко», «Сказка», «Малыш» и «Алёнушка»), учреждение среднего профессионального образования «Многопрофильный колледж» (бывшее ПУ-4),  филиал Калмыцкого государственного университета — Башантинский колледж им. Ф. Г. ПоповаКалмыцкого государственного университета имени Б. Б. Городовикова. Перед главным корпусом расположен памятник Герою Великой Отечественной войны Попову Ф. Г., имя которого носит колледж.

### Здравоохранение
Медицинское обслуживание жителей города обеспечивает одно из старейших лечебных учреждений республики — Городовиковская районная больница. Построенное на средства попечителя Большедербетовского улуса М. М. Гахаева старое здание улусной больницы было открыто осенью 1908 года. Больница была оснащена новейшим на тот период оборудованием, проводились хирургические операции. В 2023 году построен новый корпус - современное поликлиническое отделение. Сегодня больница включает в себя несколько отдельно расположенных зданий, как старых, так и новых. В настоящее время в больнице действуют хирургическое, терапевтическое, инфекционное, педиатрическое и акушерские отделения, поликлиника, отделение скорой медицинской помощи и др.

## Экономика
В советский период основу экономики города составляли в основном предприятия легкой промышленности. Градообразующими являлись консервный завод, маслозавод, кирпичный завод, швейная фабрика.. В настоящее время крупных промышленных предприятий в городе нет. В 2024 году открыт асфальтный завод, который сразу же приступил к работе.
Основной отраслью народного хозяйства района является сельское хозяйство, которое представлено фермерскими хозяйствами К(Ф)Х, а также сфера услуг и торговли. Основными видами деятельности местных К(Ф)Х являются растениеводство и животноводство. Сфера услуг и торговли представлена продовольственными, хозяйственными и бытовой техники магазинами, в том числе сетевыми ("Магнит", "Пятёрочка", "К&Б", "Fix Price", "АстМаркет"). Также присутствуют пункты выдачи заказов интернет-магазинов "WILDBERRIES" и "Ozon". Имеются сетевые и частные аптечные пункты.

## Транспорт
Прямое транспортное сообщение Городовиковска с республиканской столицей, г. Элиста, расстояние до которой около 250 км, осуществляется через территорию Ставропольского края по федеральной дороге Р216 Астрахань — Элиста — Ставрополь (поворот от села Тахта Ставропольского края). Город является узлом автодорог межмуниципального и регионального значения Сальск — Городовиковск, Городовиковск — Яшалта, Городовиковск — Тахта и Городовиковск — Родыки. Расстояние до ближайших крупных городов: Ростова-на-Дону и Ставрополя, около 250 и 120 км соответственно.
Старая автостанция на сегодняшний день не действует. Центральным остановочным пунктом автобусов междугороднего и межобластного сообщения является остановочный пункт на пер. Западном, на асфальтированной площадке возле коммерческих зданий, напротив памятника «Мемориал погибшим воинам в годы Великой Отечественной войны».

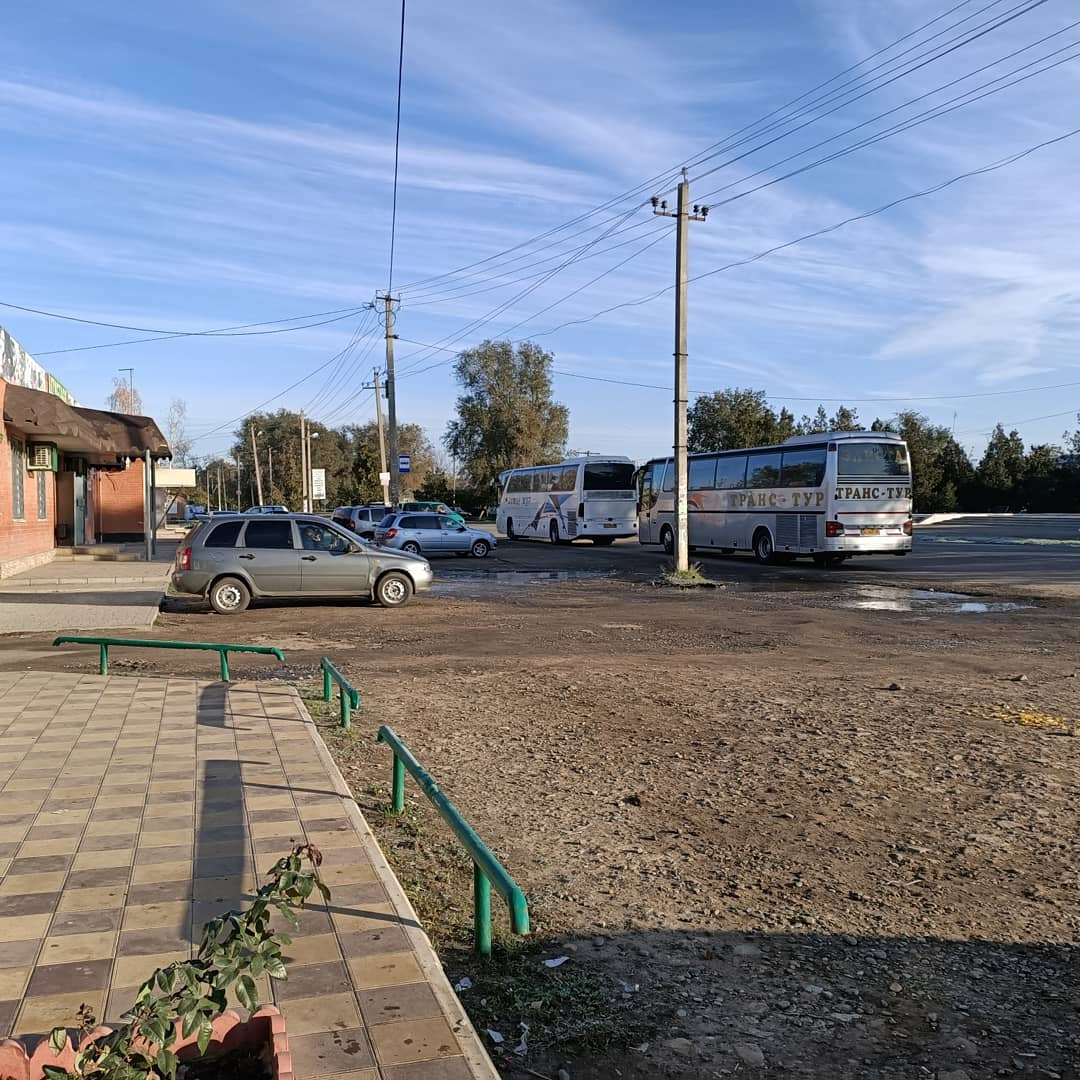
Стоянка междугородних автобусов дальнего следования. Пер. Западный, у старого автовокзала

В настоящее время нет прямого автобусного сообщения с Элистой. Сообщение осуществляется ежедневными междугородними транзитными автобусами Элиста — Москва либо частными перевозчиками.

## Архитектура, достопримечательности
Застройка города преимущественно малоэтажная (один-два этажа). Городовиковск разделён рекой Башанта на две практически равные части. Исторический центр расположен на правом берегу реки (в центре города сохранились здания нач. XX века).

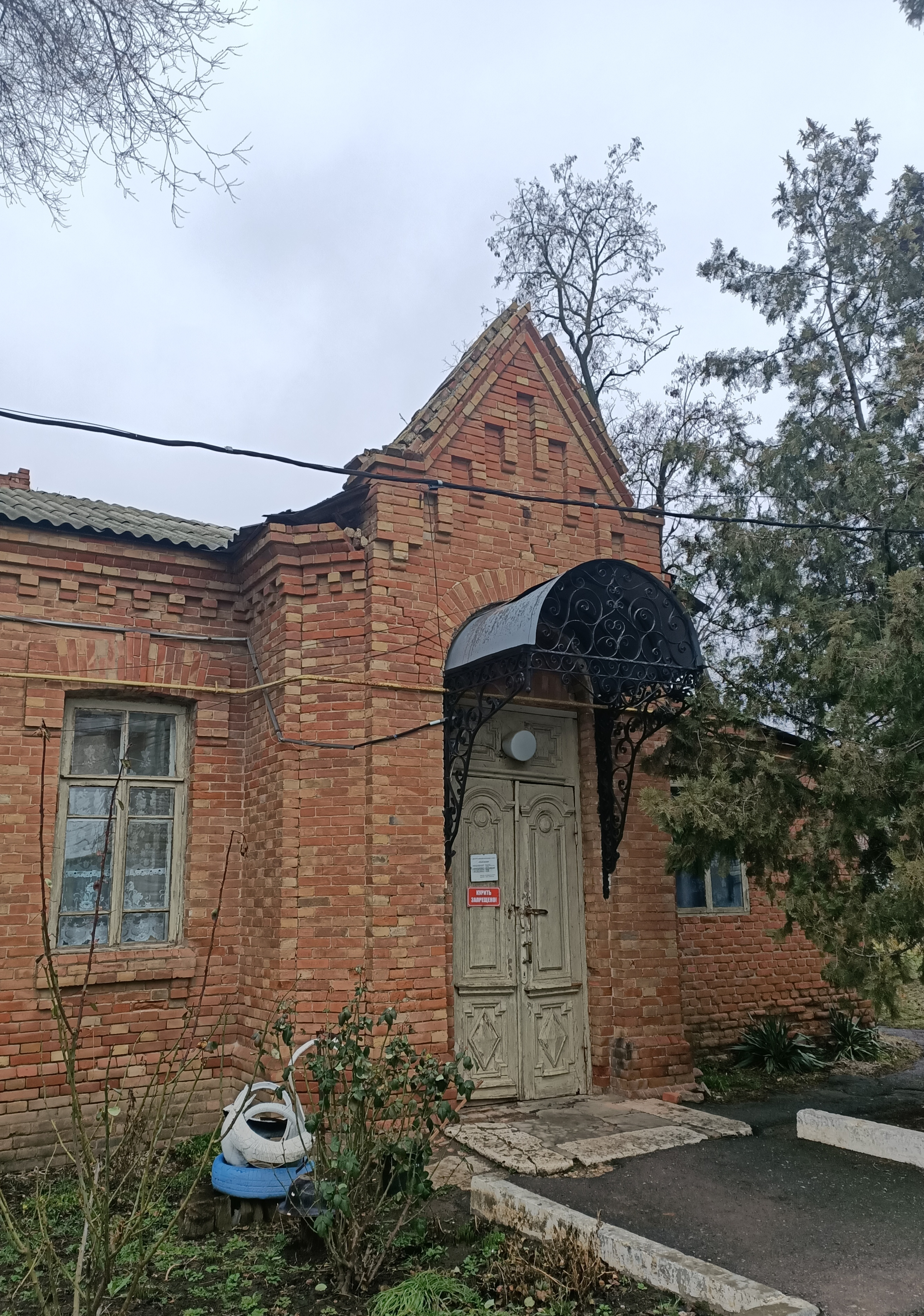
Фасад исторического здания, конец XIX — начало XX в., расположенного на территории Городовиковской районной больницы. Здание относится к первым постройкам из красного кирпича времён князя Михаила Гахаева. Курировал строительство главный архитектор Ставропольской губернии Григорий Кусков

Город, несмотря на свои малые размеры, имеет развитую планировку, приближенную к прямоугольной, с ярко выраженным центром. Исторически планировка складывалась централизованно, начинаясь со строго прямоугольного пересечения четырех первых улиц между собой. Центральный квартал прямоугольной формы образовал со временем исторический центр города, который сегодня включает в себя основные объекты благоустройства (центральный парк, скверы, аллеи и площади), а также административные здания, учреждения и пр.
Начиная с момента основания в 1871 году населенный пункт постепенно присоединял новые территории вокруг, развиваясь дальше в радиальных направлениях. Благодаря удачной планировке город имел качественное расширение, с отсутствием недоступных зон.
Общая протяженность автомобильных дорог в городе на 2024 год составляет 71 км. Из них асфальтобетонных 30 км (основные дороги и проезды). В городе по состоянию на конец 2024 года произведен гравийный ремонт практически всех грунтовых автомобильных дорог. Таким образом транспортная доступность составляет 100%. Асфальтированные и гравийные дороги ремонтируются ежегодно.   
В городе Городовиковске имеются новые, а также реконструированные объекты благоустройства (2015 - 2024 гг.):
- площадь им. В.И. Ленина с часовней, пагодой и фонтаном - общественная территория;
- "Лужайка лотосов" (площадь им. С.М. Кирова) - общественная территория;
- "Детская площадка" с игровым комплексом Петропавловская крепость;
- площадь им. М.М. Гахаева с крытой сценой - комплексное общественное пространство;
- "Сквер Надежды" - общественная территория;
- "Аллеи городского парка" - комплексное общественное пространство, включающее центральную парковую аллею с "Аллеей героев" и памятник Герою Советского союза - О.И. Городовикову, чье имя носит город;
- "Башантинская ярмарка" - комплексное общественное пространство - этнографический музей под открытым небом.
Город в своем озеленении имеет следующие деревья и кустарники:
- вяз (карагач), клен ясенелистный, ясень, тополь, акация, гледичия, липа, дуб, каштан, береза, боярышник, орех грецкий, катальпа;
- сосна, ель, туя, можжевельники;
- бирючина, калина, рябина, скумпия, багряник канадский.
Также в городе произрастают: абрикос, алыча, слива, вишня, черешня, яблоня, груша, айва.
В городе расположено 4 объекта культурного наследия Республики Калмыкия:
- Мемориал погибшим воинам в годы Великой Отечественной войны;
- Памятник В. И. Ленину. Находится на площади им. В.И. Ленина;
- Памятник С. М. Кирову. Памятник Кирову демонтирован по причине аварийности. Находится на реконструкции.
- Памятник Герою Советского Союза Г. М. Лазареву.

К числу достопримечательностей также относятся:
- Водонапорная башня (начало XX в.);
- Городовиковская дубовая роща (конец XIX в.);
- Комплекс зданий улусной больницы, основанной М. Гахаевым в 1907 году;
- Краеведческий музей;
- Памятник О. И. Городовикову;
- Памятник Б. Б. Городовикову;
- Памятник жертвам сталинского террора (политических репрессий).

Городовиковская дубовая роща площадью около 40 га — памятник природы республиканского значения.
Также в 2019 году рядом с площадью имени В. И. Ленина была открыта спортивная площадка, на которой были установлены уличные тренажеры. Проект удалось реализовать с помощью национальной федеральной программы «Демография».

## Религия
Буддизм
В городе имеется  буддийский Тантрический монастырь Владыки Зонкавы, который был открыт в 2008 году.
Христианство
В Городовиковске действует православный Храм Святого Цесаревича Алексия РПЦ, который был открыт в 2018 году. Также в городе действует католический Храм святого Антония Падуанского церковь святого Архангела Михаила. 

## Известные жители и уроженцы
- Бадмаев, Михаил Васильевич — калмыцкий врач, автор учебных пособий для калмыцких улусных школ, работал в башантинской больнице с 1913—1914 гг.
- Попов, Фёдор Григорьевич (1912—1945) — Герой Советского Союза. В 1937 году закончил Башантинский сельскохозяйственный техникум.
- Ширипов Бадма Бадминович (1919—?) — председатель исполкома Западного улуса. В 1941 г. был оставлен в районе со специальным заданием. После гибели комиссара партизанского отряда № 51 Щ. Н. Даванова, бывшего председателя колхоза им. О. И. Городовикова, заменил его.

## Галерея

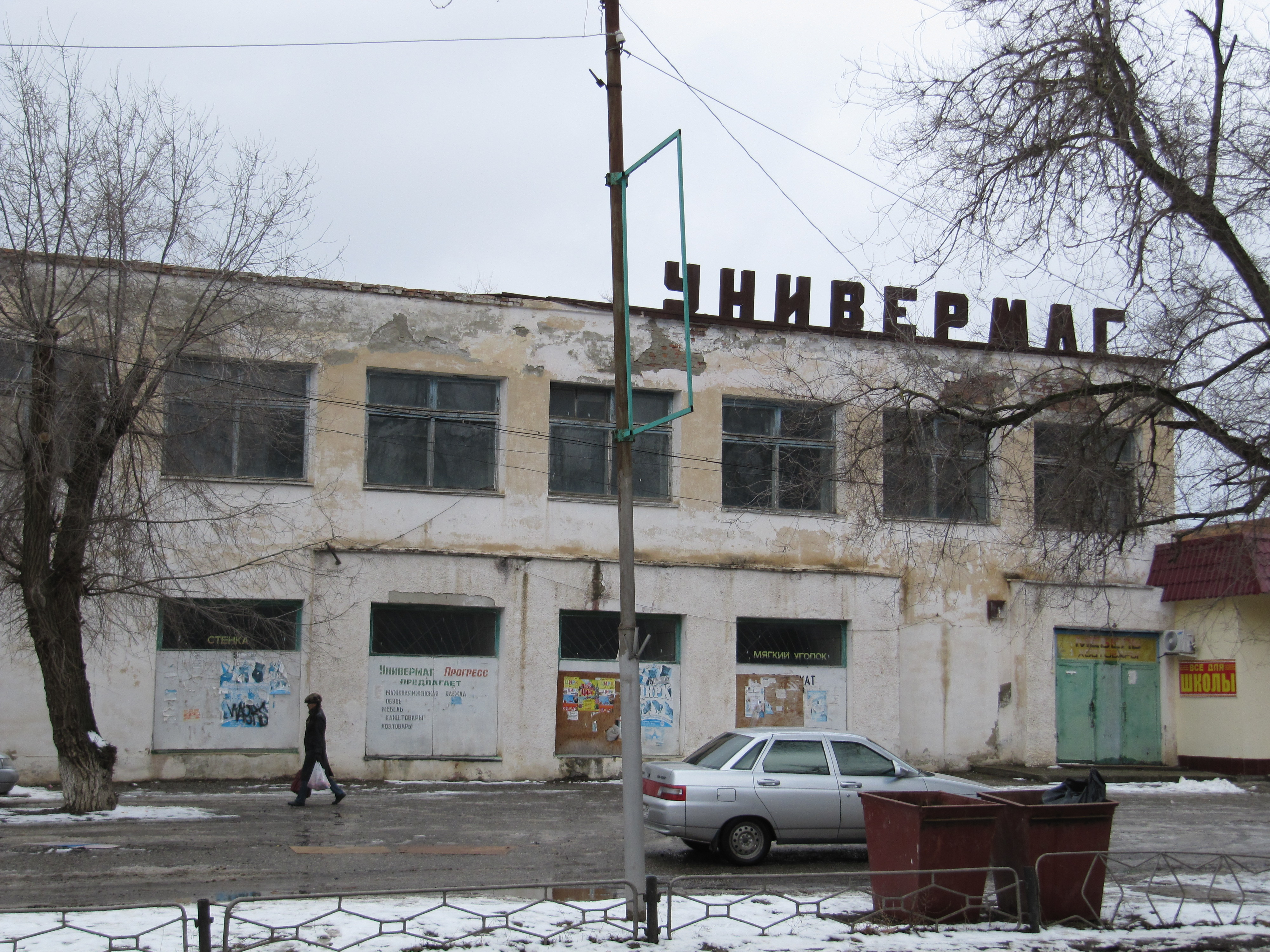
Универмаг
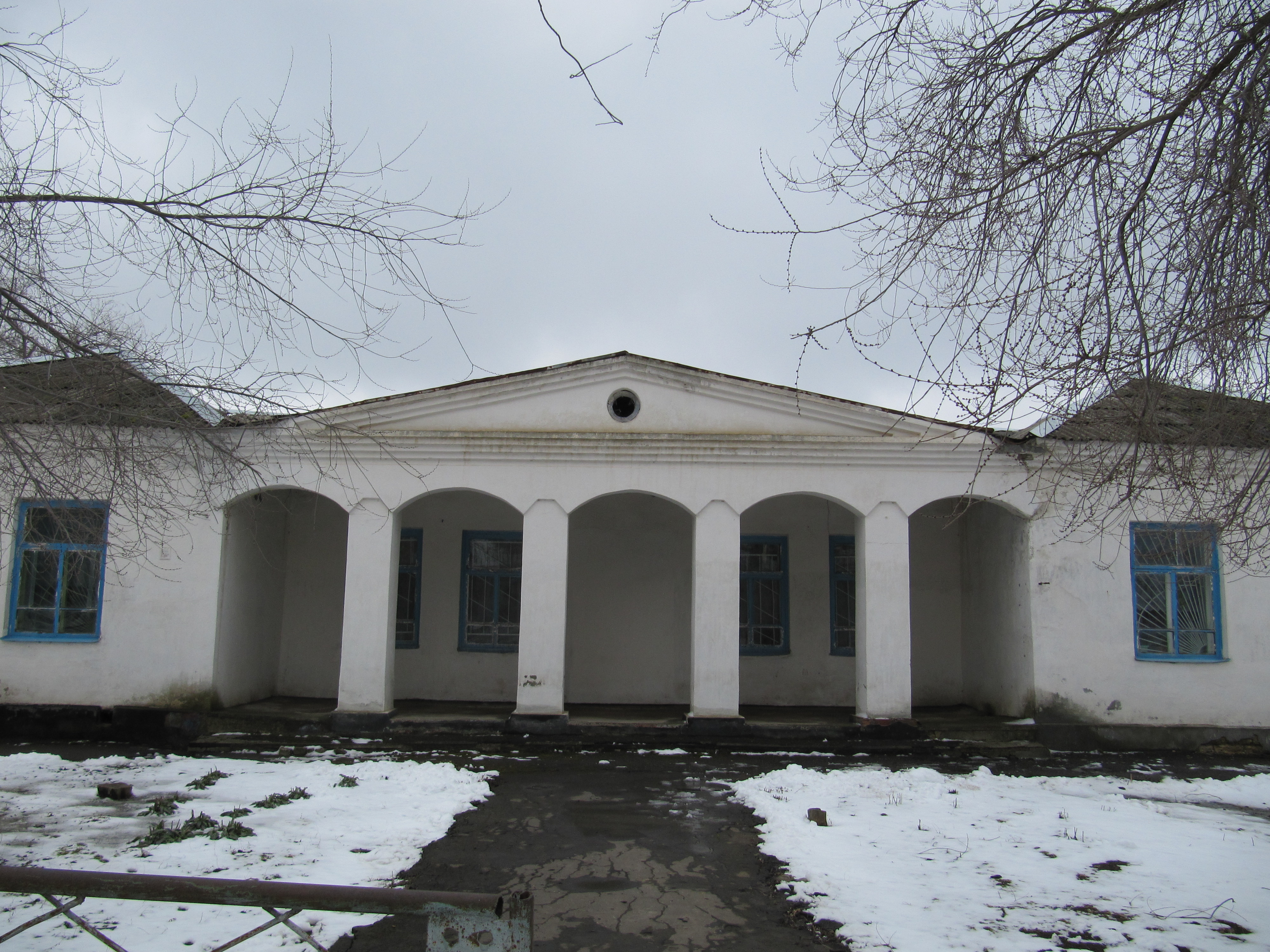
Городская библиотека
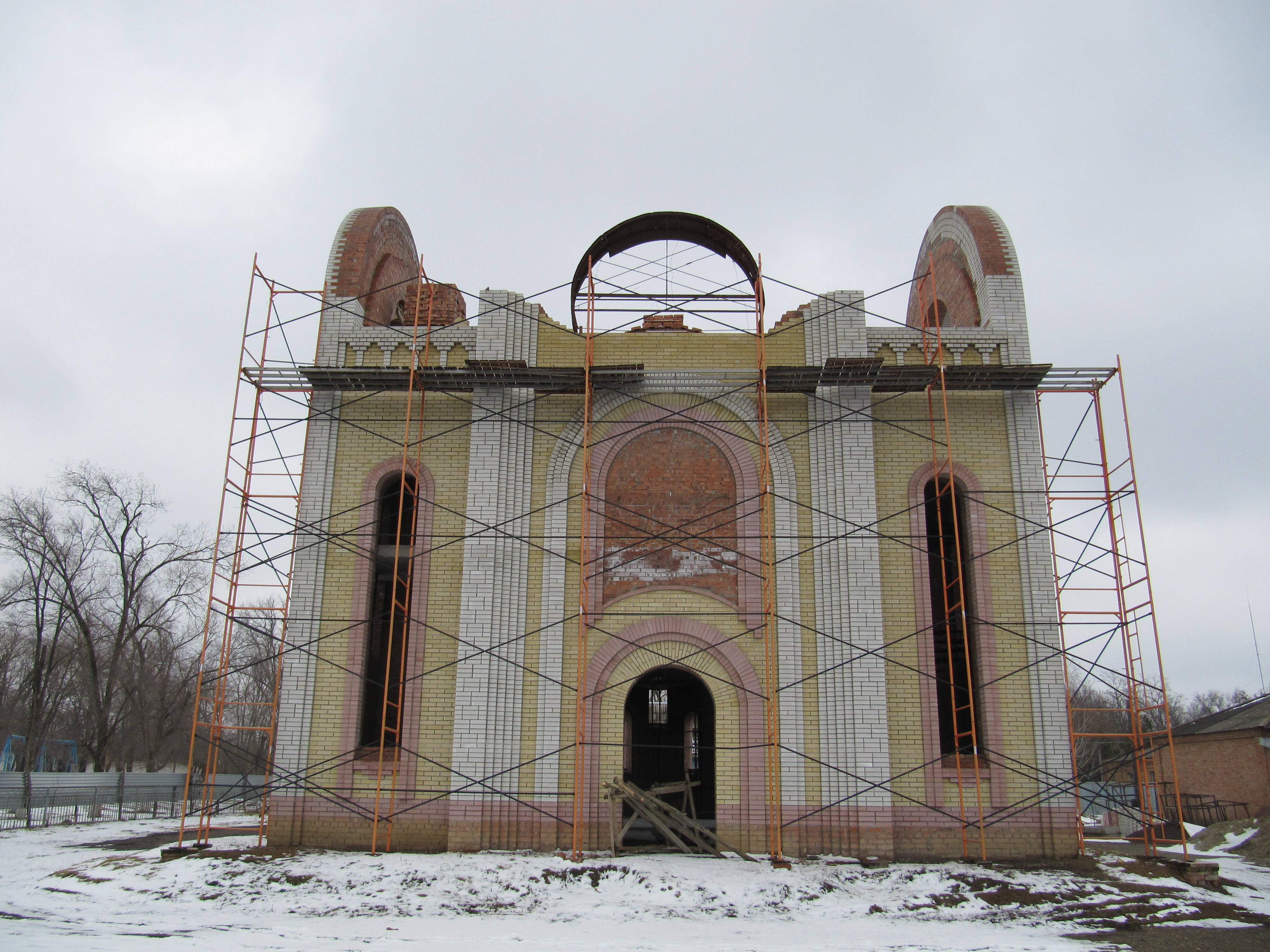
Строящаяся церковь святого цесаревича Алексея
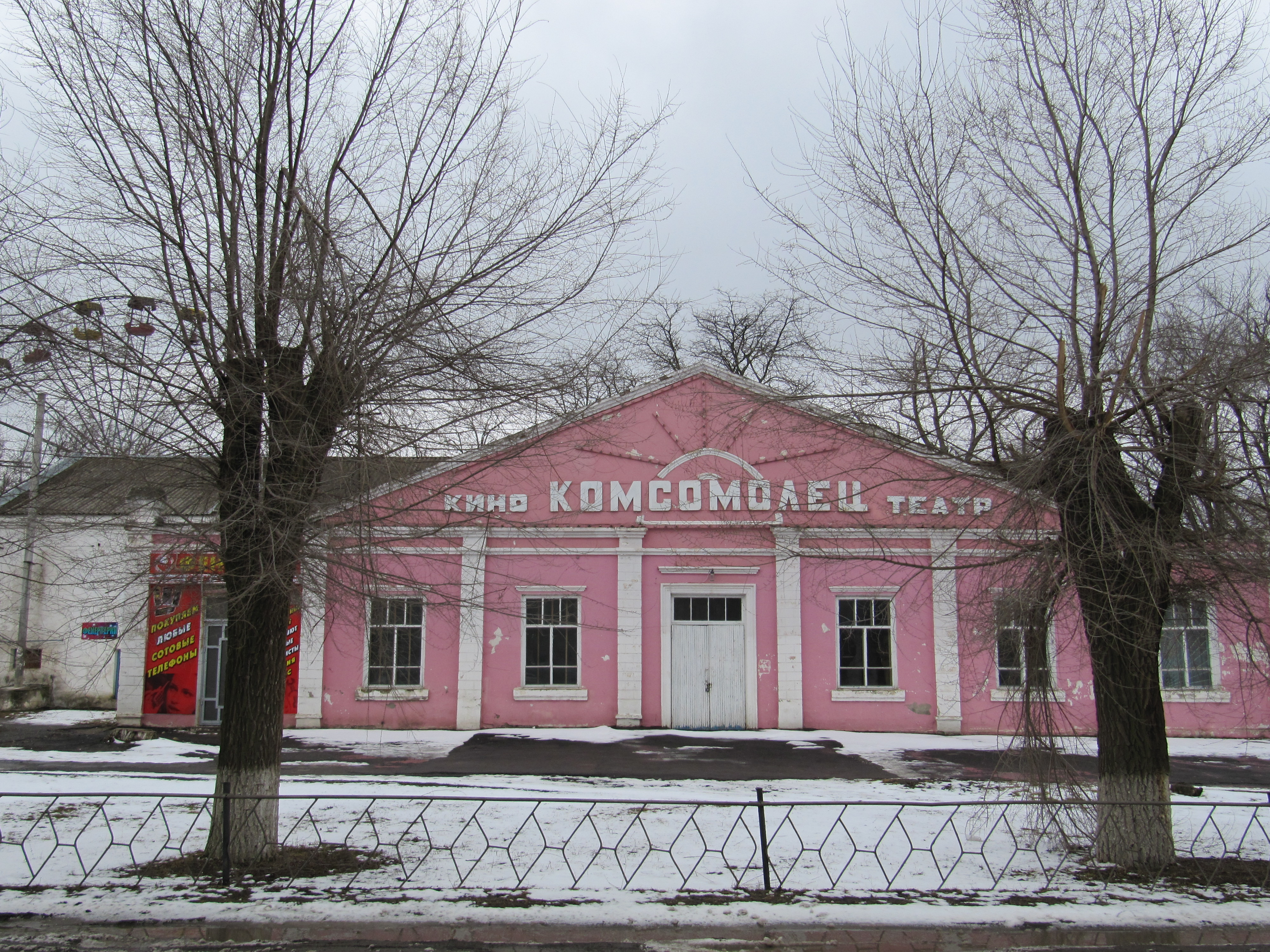
Городской кинотеатр
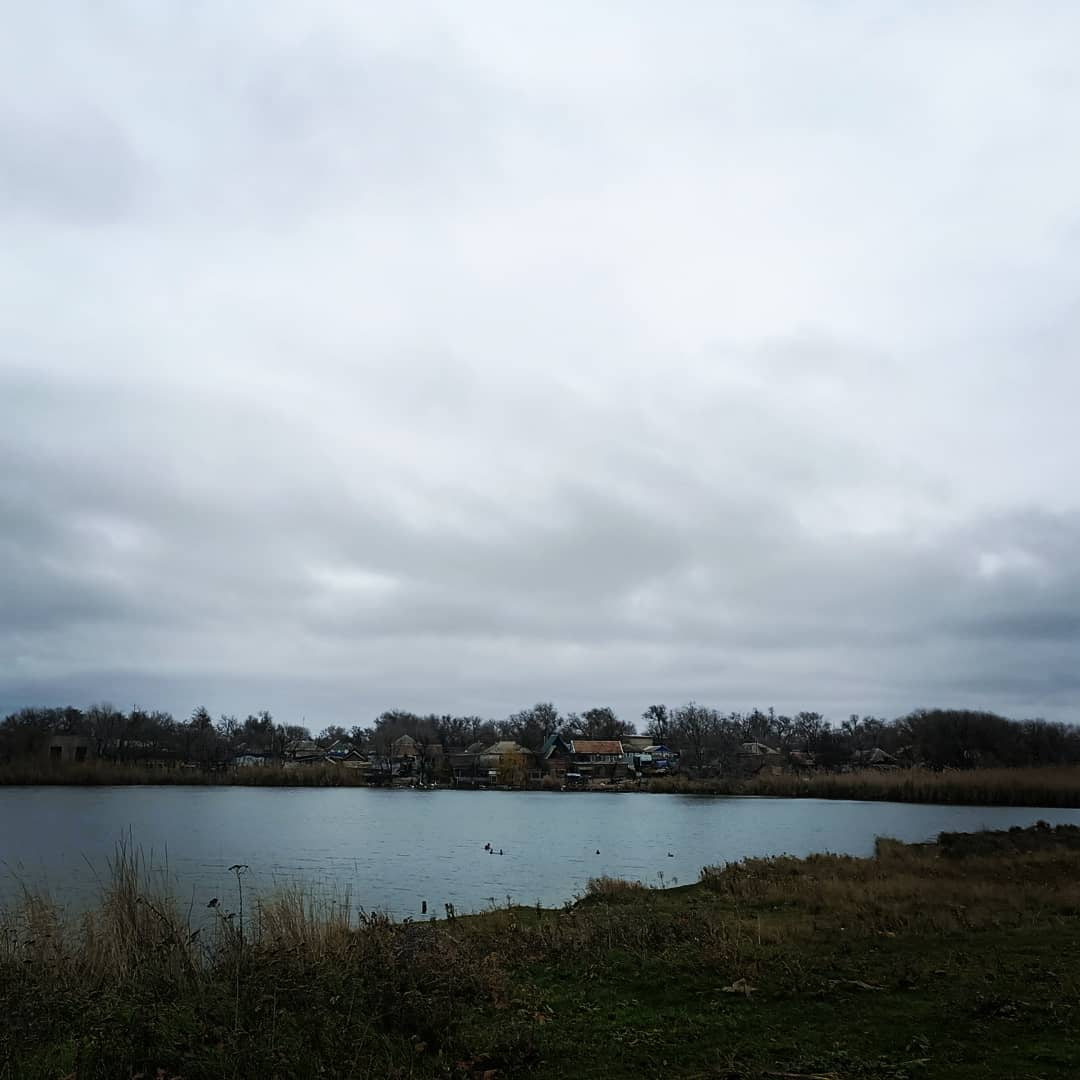
Один из городских пейзажей с видом на пруд
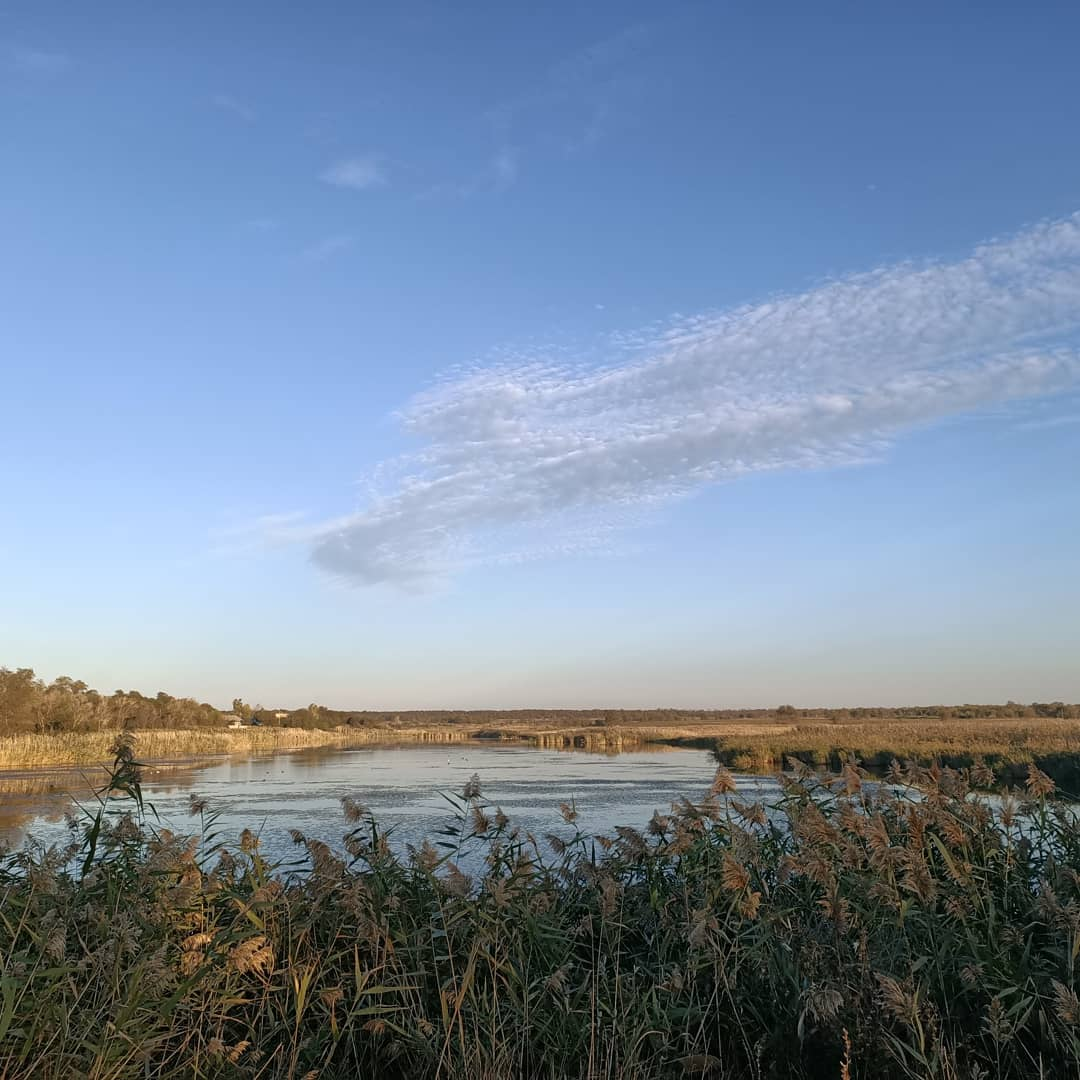
Городской пруд. Вид с плотины. Осень.
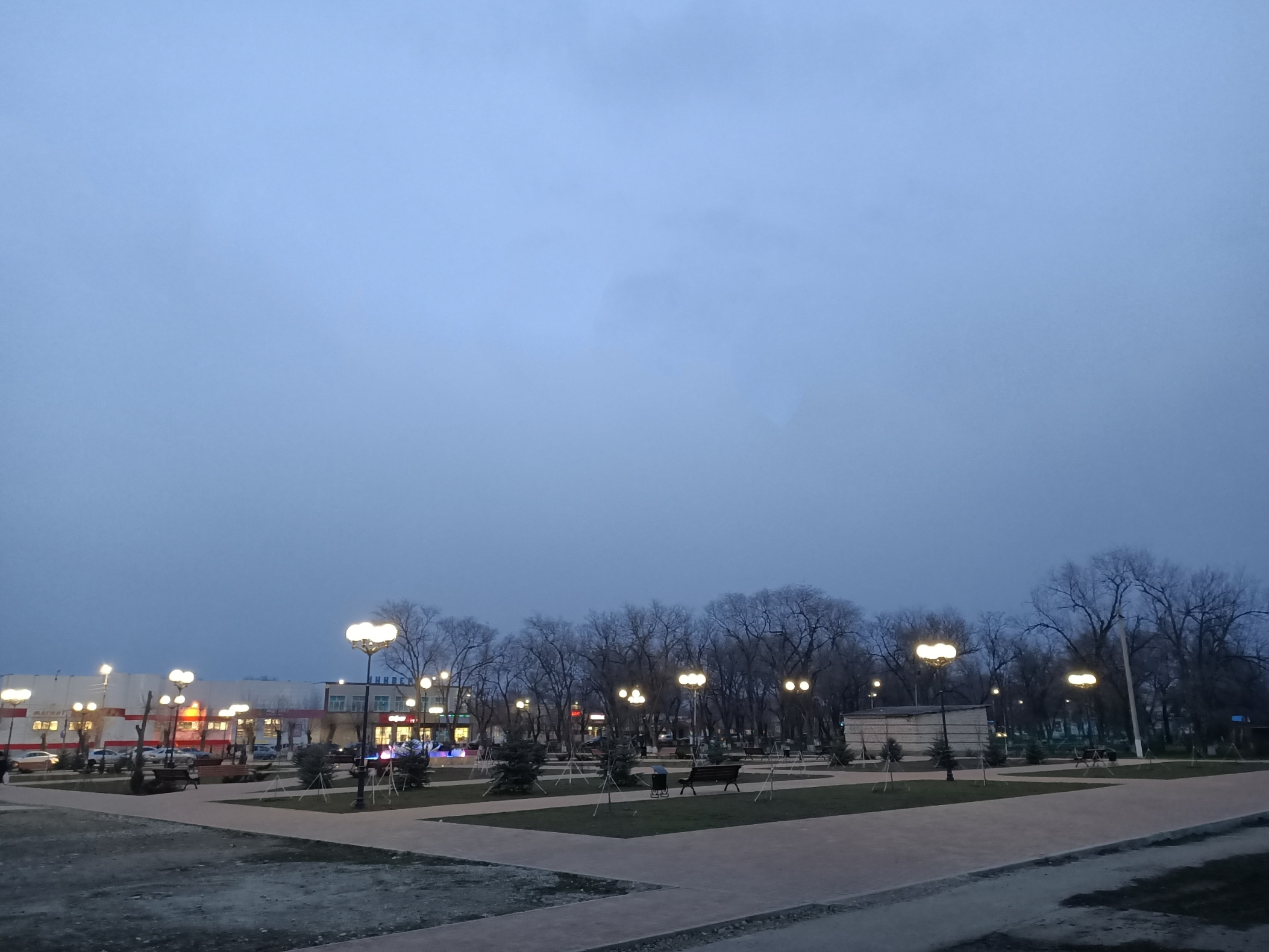
Новая площадь вечером. «Лужайка лотосов» открылась в 2019 году